# Rio de San Trovaso

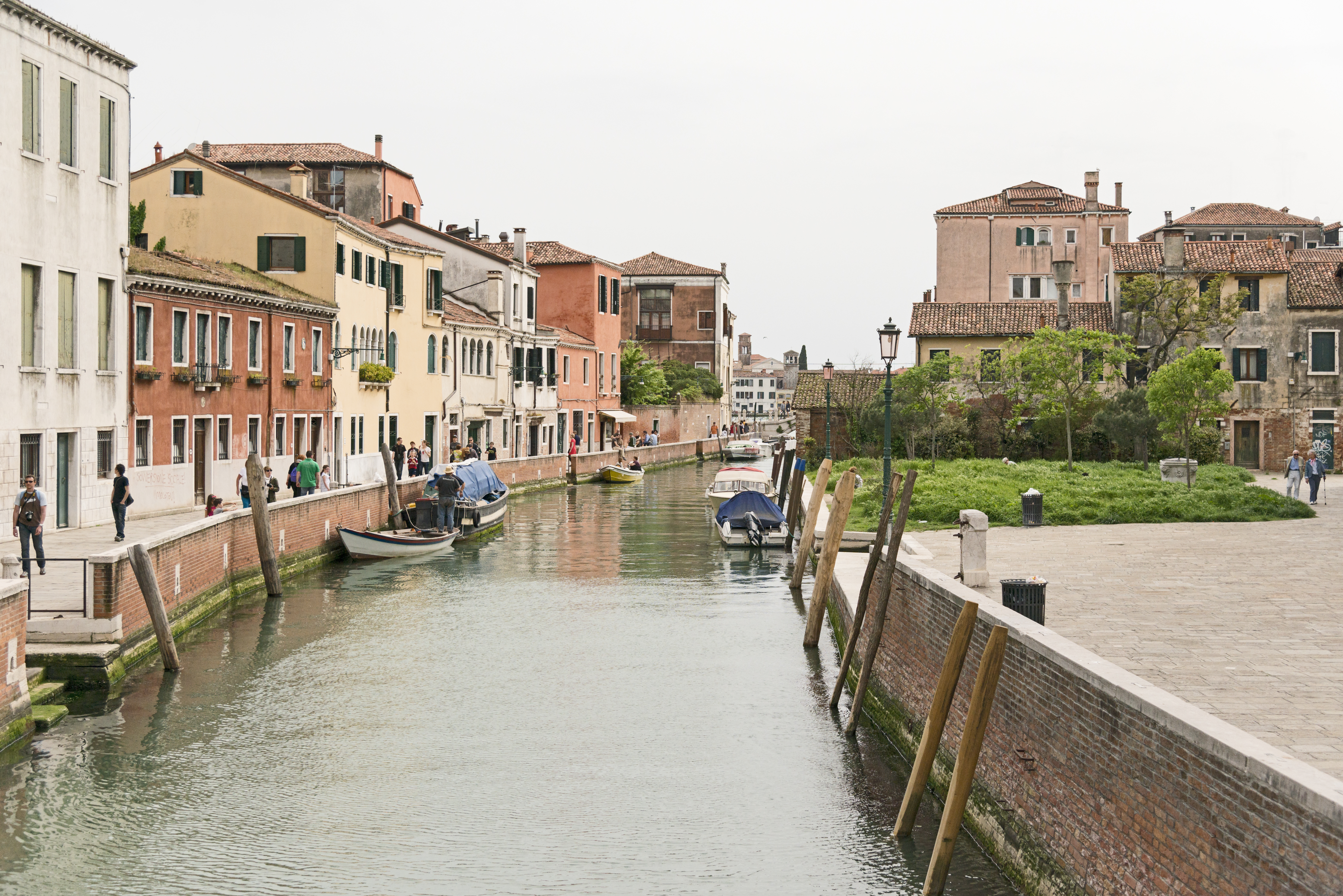
Rio San Trovaso

Le rio di San Trovaso (canal des Saints Gervais et Protais) est un canal de Venise dans le sestiere de Dorsoduro.

## Description
Le rio di San Trovaso a une longueur d'environ 350 mètres. Il fait le lien entre le Canal de la Giudecca et le Grand Canal en sens sud-nord.

## Toponymie
Le nom provient de l'église San Trovaso, proche. Le nom Trovasio est une contraction vulgarisée des Saints Gervasio et Protasio.

## Situation
Du Grand Canal vers le canal de la Giudacca.
- Côté Ouest

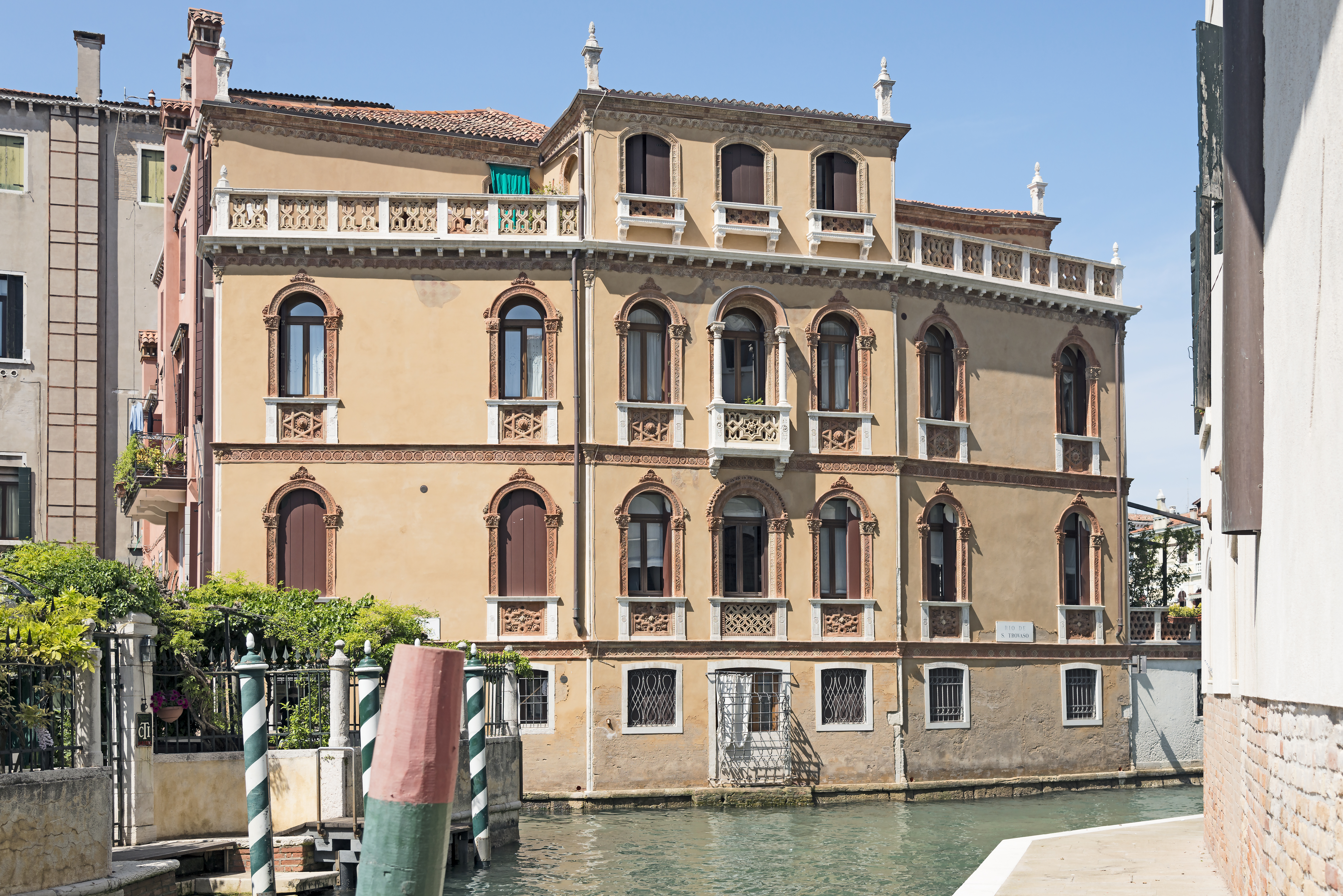
Ca' Mainella façade sur le  Rio de San Trovaso
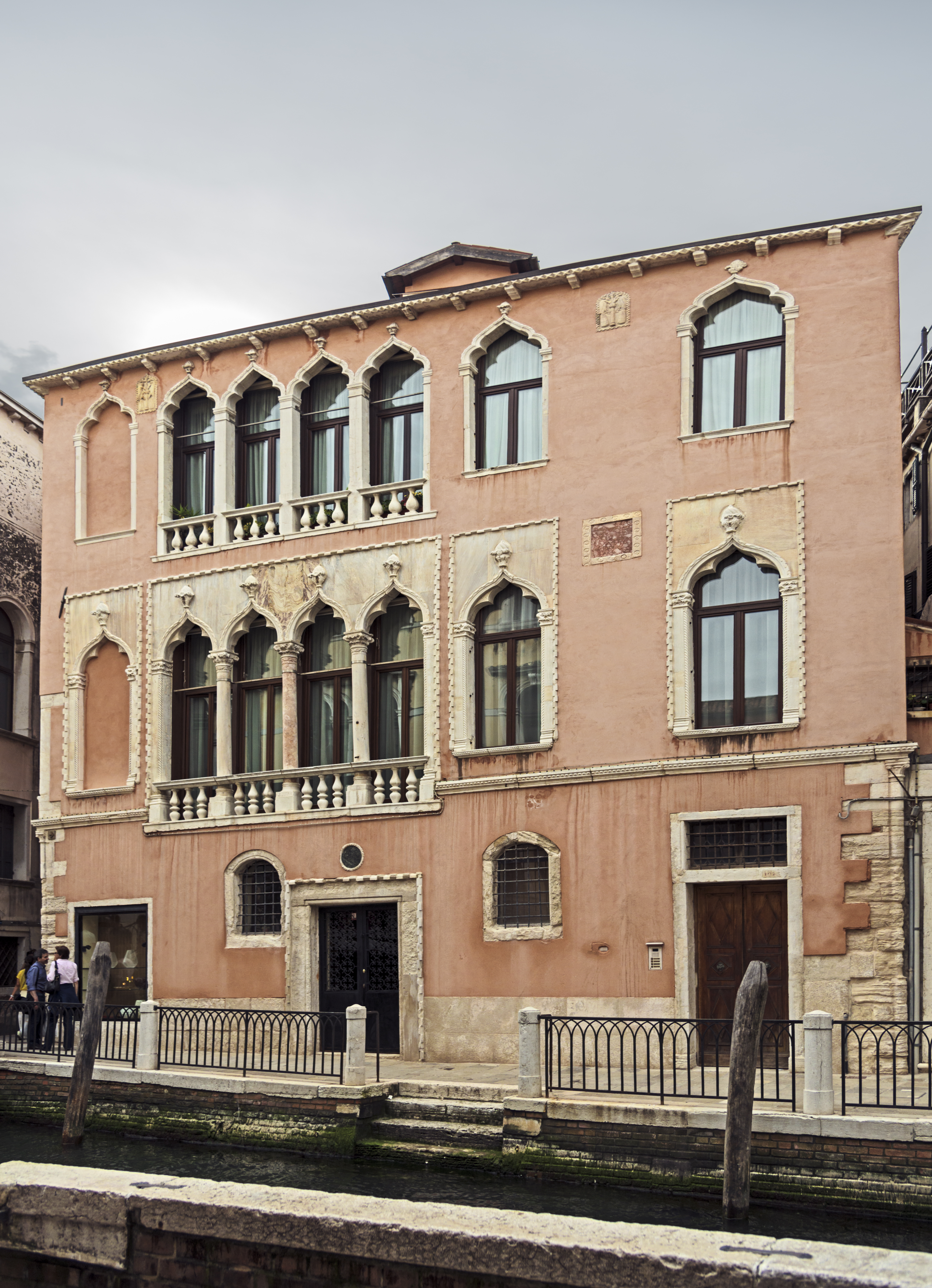
Palais Maravegia
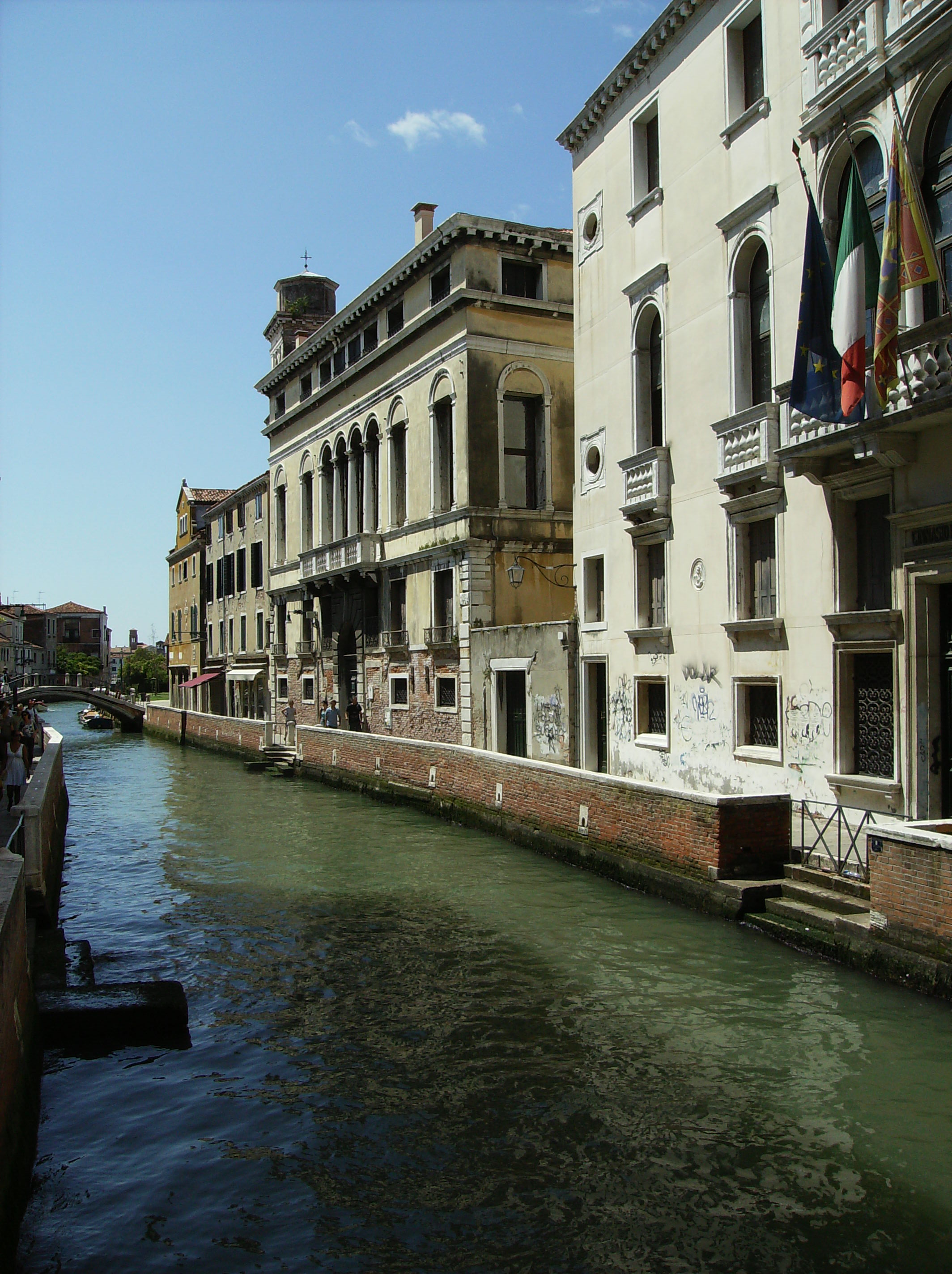
Les palais Bollani et Brandolin
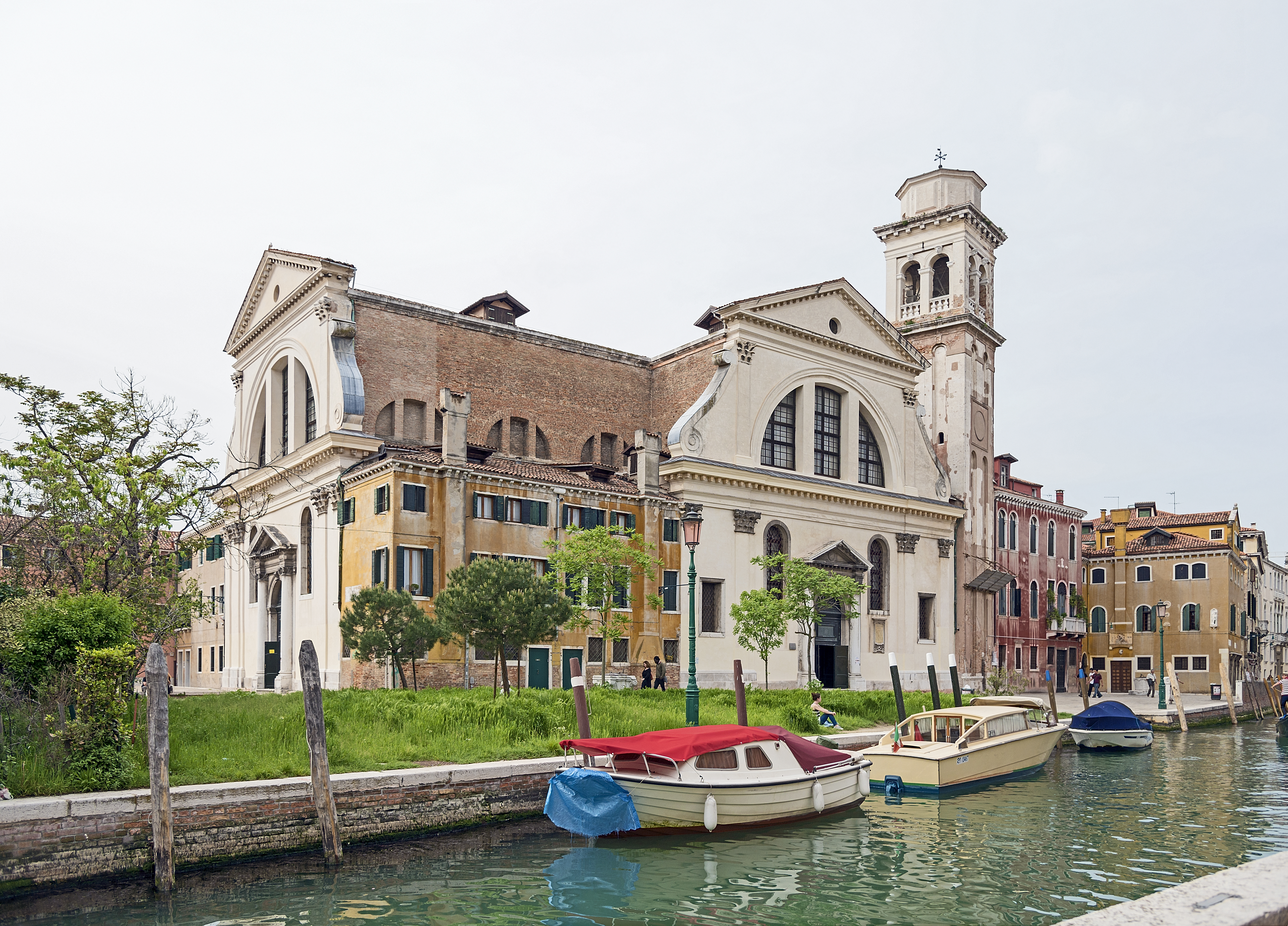
Le campo San Trovaso avec l'église éponyme.
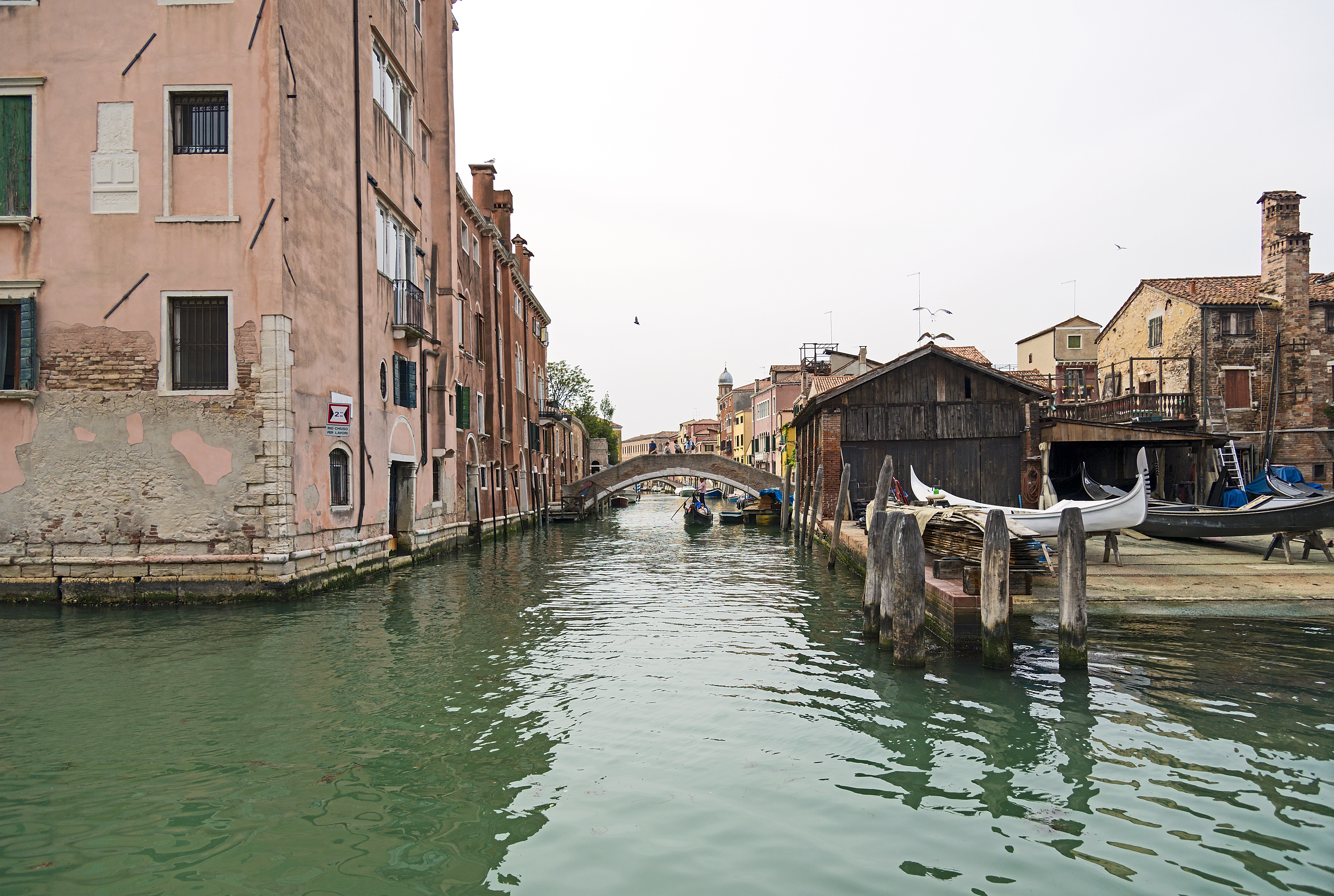
Le squero di S.Trovàso et le rio dei Ognissanti

Abouchement avec le rio de la Toletta
Le Fondamente Bollani avec les palais Maravegia,Bollani et Marcello Sangiantoffetti.
Abouchement avec le rio dei Ognissanti.
- Côté Est

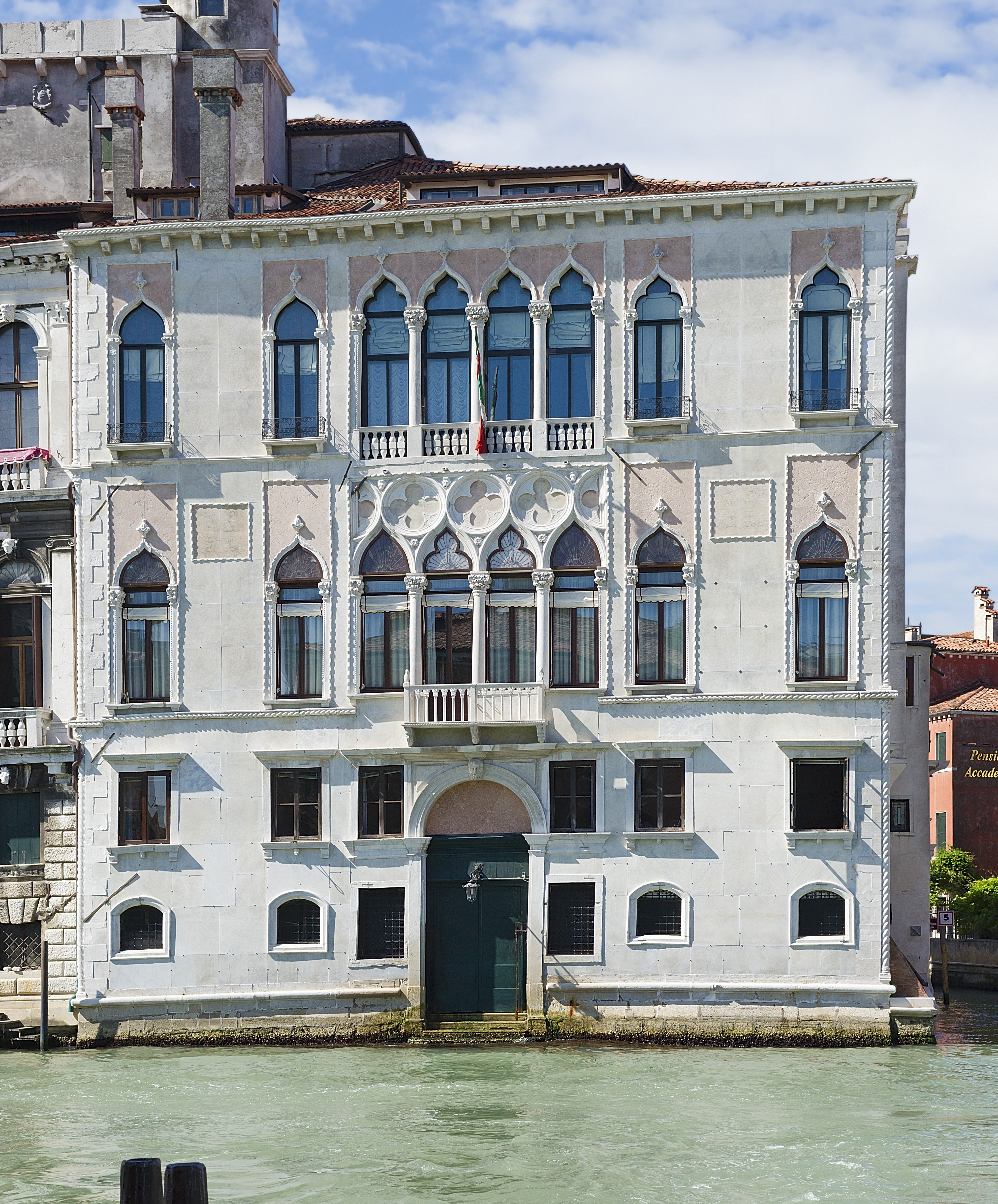
Le palais Contarini de Corfù
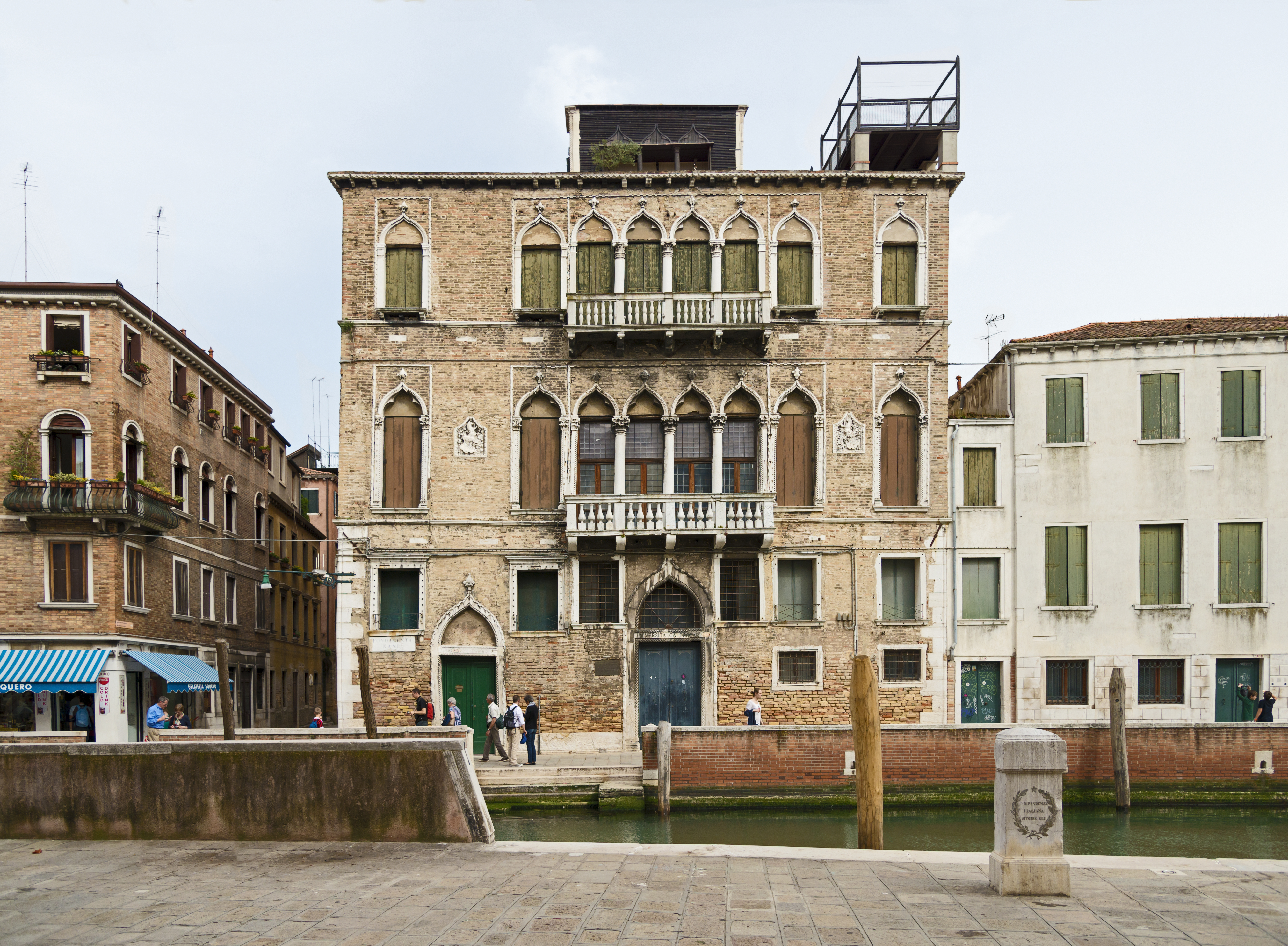
Palazzo Barbarigo Nani

Le palais Contarini de Corfù Sur le Grand Canal
Le Fondamenta Priuli avec les palais Ca' Giustinian Recanati, Palazzo Guardi, Palazzo Barbarigo Nani
Il débouche sur le Canal de la Giudecca à hauteur des Zattere (it).

### Ponts
Ce rio est traversé par divers ponts (du nord au sud) :

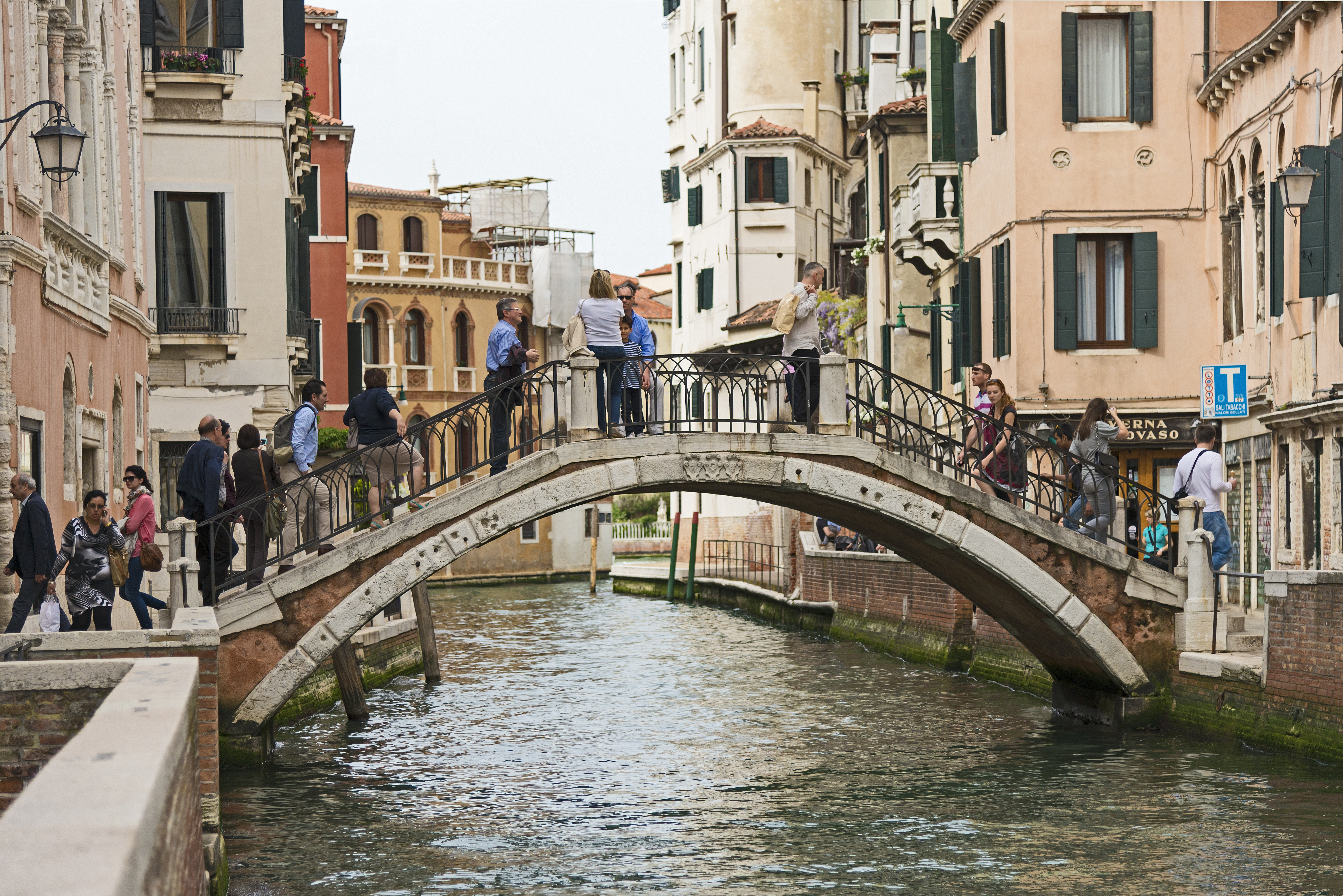
Ponte de le Maravegie reliant Saca de la Toleta et Fondamenta Priuli. Les Maravegie (ou Maraviglia) furent une famille, dont Giovanni, secrétaire du Sénat
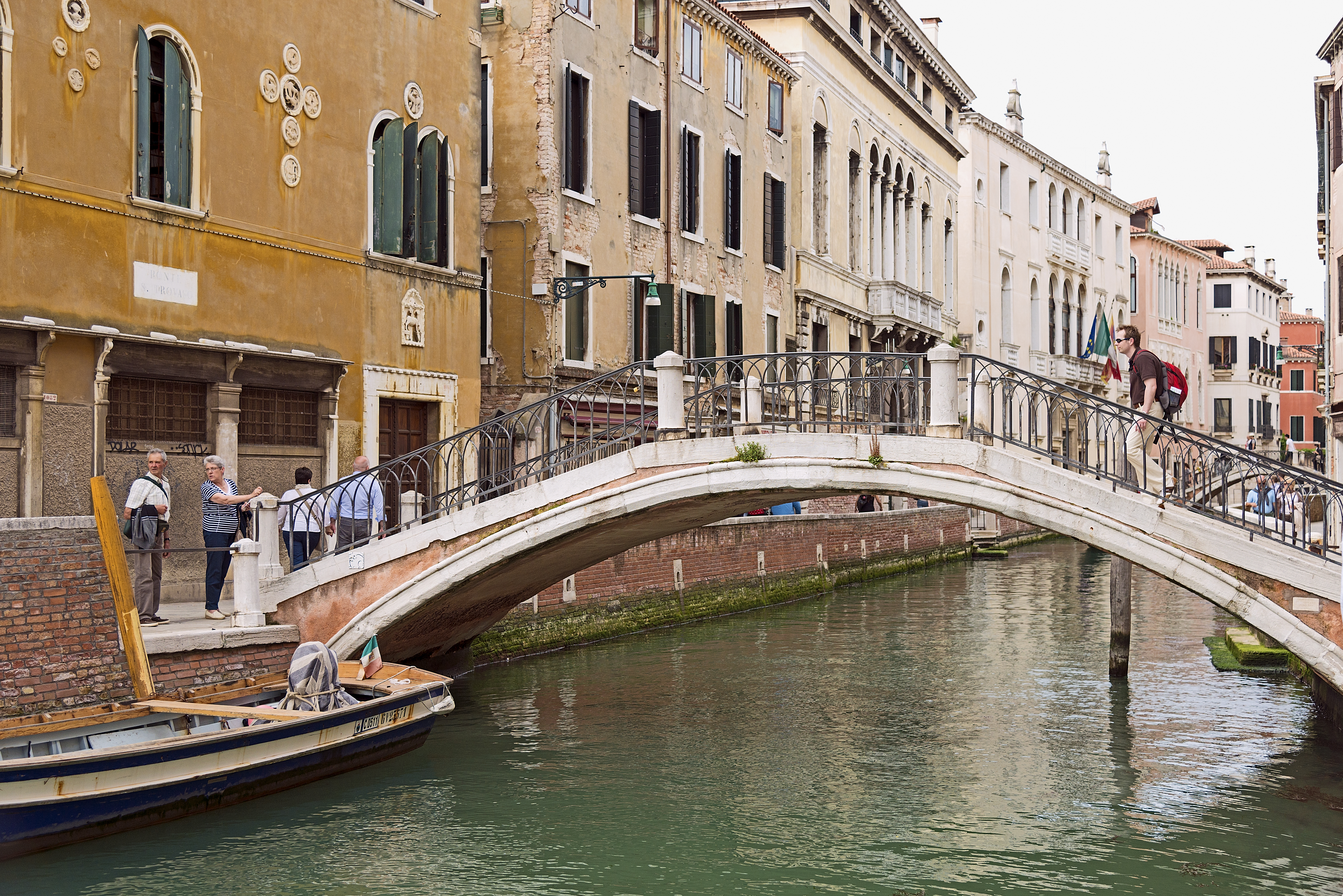
Ponte de San Trovaso reliant Fondamenta Nani et Fondamenta Toffetti
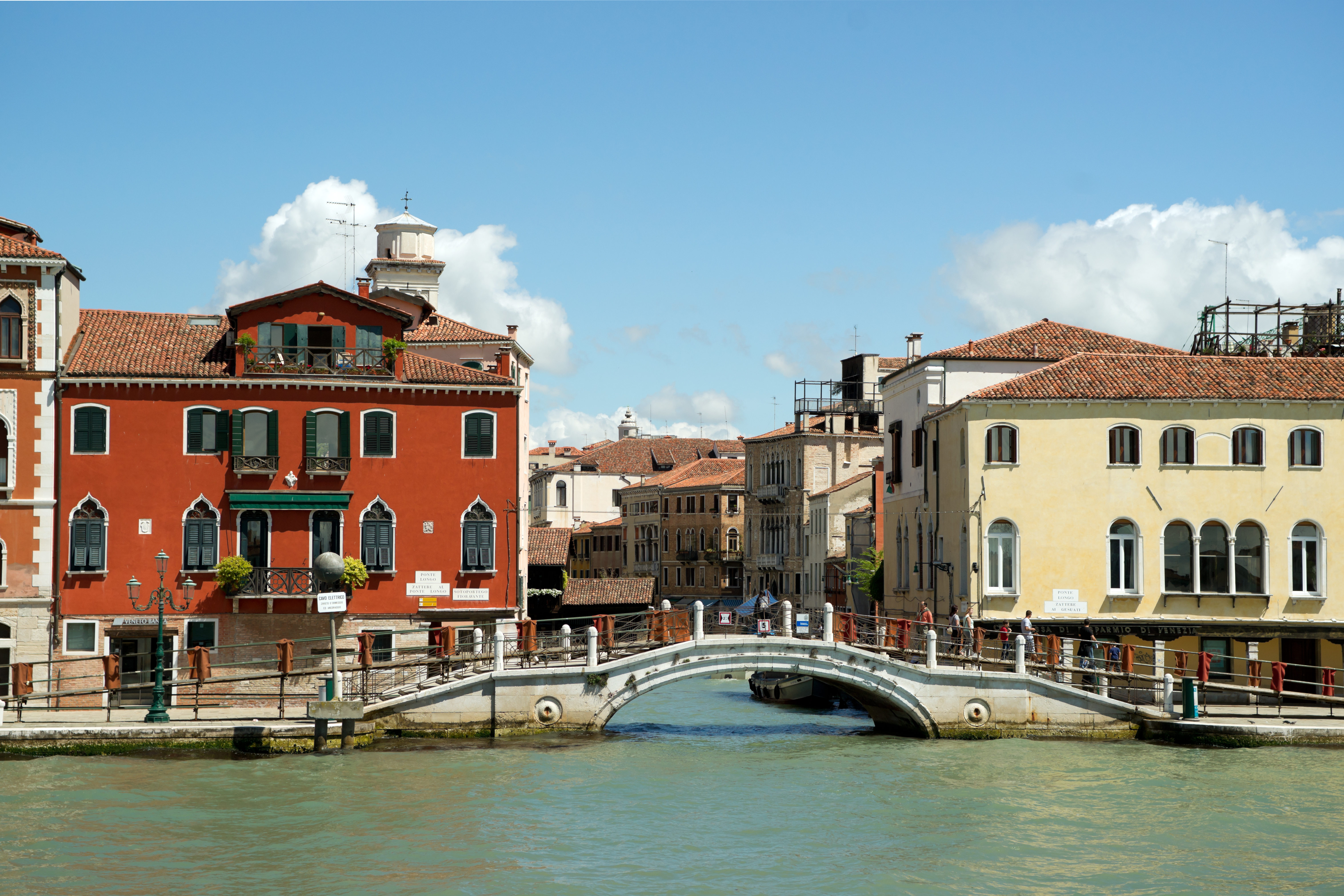
Ponte Longo reliant Fondamenta Zattere ai Gesuati au Fondamenta Zattere al Ponte Longo - ouverture du rio sur le canal de la Giudecca

## Voir aussi

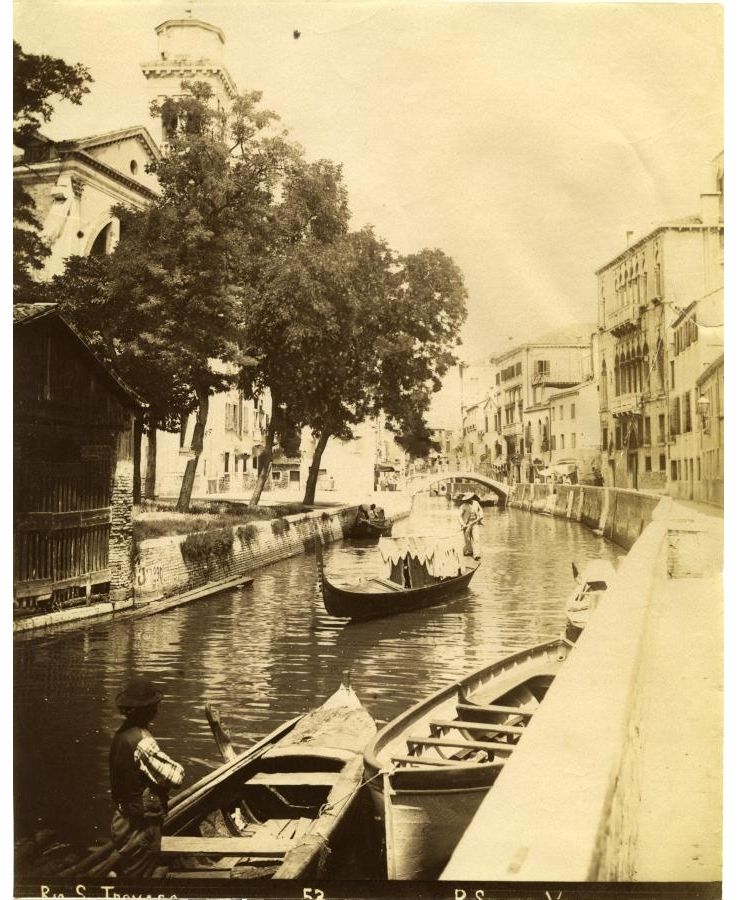
L'aspect du campo et du rio san Trovaso en 1894
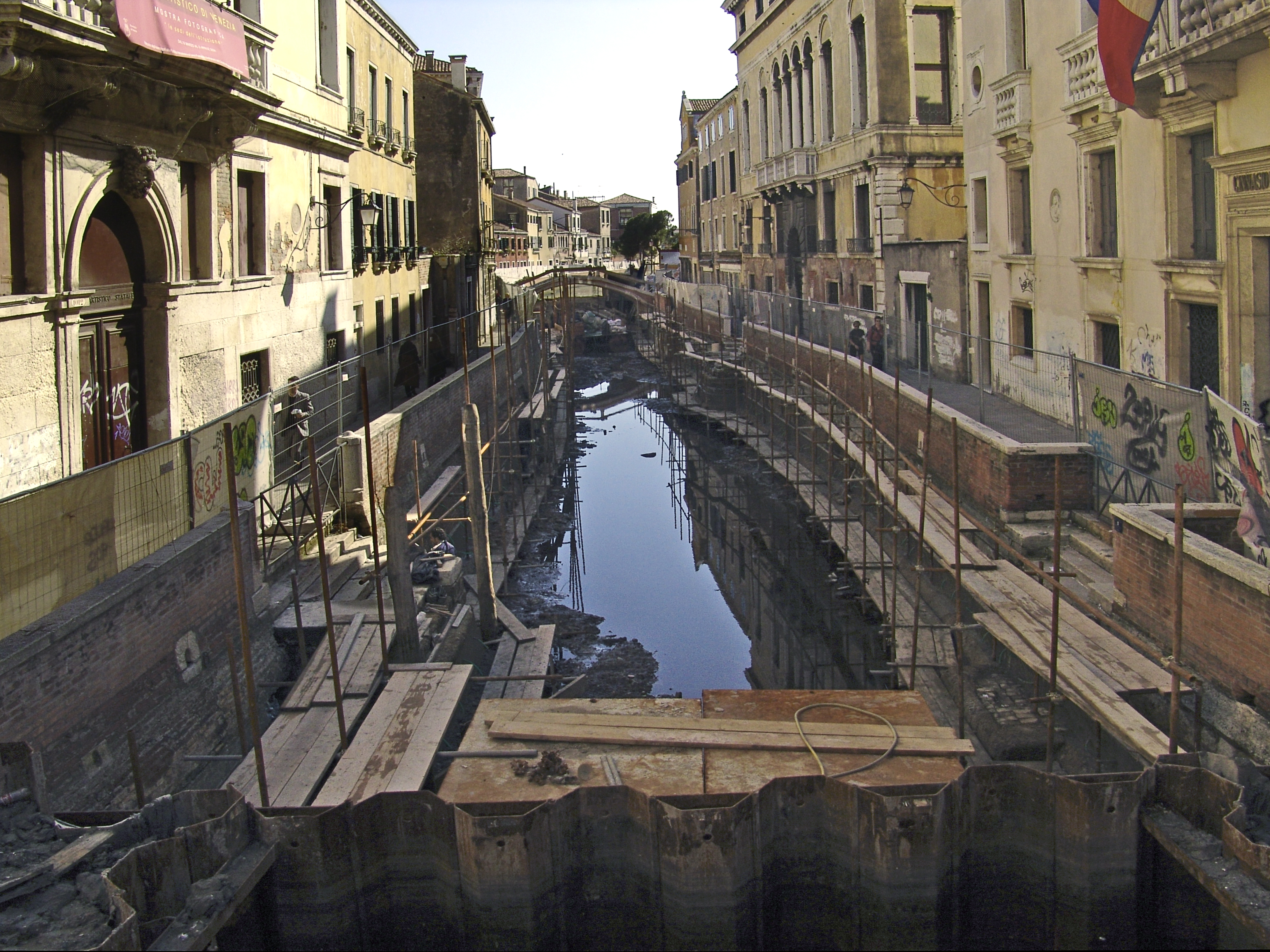
Le Rio asséché pour les travaux de 2004